# 村本みのる
村本 みのる（むらもと みのる、1941年2月4日 - ）は、日本の市民マラソンランナー。福岡県出身で、2020年時点では大阪府守口市在住。

## 来歴
飯塚経理専門学校を卒業。この頃までスポーツの経験はなかったが、新聞配達をおこなっていたという。また、福岡県内の商業高等学校で教壇に立ったこともあった。後述のランニングを開始した頃はそろばん塾の講師を務めていた。
36歳の時に、1978年1月の「守口市民マラソン」に出場したいと考え、その前月から走り始める。1.5kmの市民マラソンを走って興味が増し、同年6月の多摩湖マラソン（10km）ではゴーマン美智子に次ぐ2位となる。1979年2月の勝田マラソンが初のフルマラソンとなり、3時間16分8秒、163位の結果だった。同年11月、第1回東京国際女子マラソンに出場、日本人選手でトップの7位に入り、唯一のベスト10入りを果たす。当時、日本陸連は女子のマラソン記録を公認していなかったが、このときの記録・2時間48分52秒は、同年2月の別府大分毎日マラソンに出場した小幡キヨ子（当時鬼太鼓座に所属）と並び、事実上の日本最高記録であった。この結果により、村本は関西運動記者クラブ陸上分科会から表彰を受けている。東京国際女子マラソン開催に際しては、日本人出場者を集めるために、高橋進と日本陸連女子部長の浜松ヨシ江が相談して選手候補者リストを作り、候補者に対して高橋と村社講平が指導する合宿を実施し、出場可能な選手の確認と育成をおこなった。この合宿で村本は高橋から「我流とはいえ、長い距離を走っても疲れない走り方だ」という評価を受けた。
その後も東京、大阪国際女子マラソン（旧・大阪女子マラソン）に出場し女性市民ランナーの先駆け的な存在となる。1981年2月の別府大分毎日マラソンに出場して、当時の道路日本記録となる2時間50分31秒で完走した。
東京国際女子マラソンでは第1回から第3回まで3大会連続ベスト10位入りを果たす（1980年と1981年はともに10位）。
市民ランナーで活動していた1981年暮れ、夫が仕事中の事故で脊髄を損傷するアクシデントに見舞われる。直後の第1回大阪女子マラソン（1982年1月24日）の時には看病の最中だったが出場し、2時間57分57秒で完走している。夫は大手術を経て車椅子生活となり、走ることを断念しかけたものの、夫からの励ましもあって競技を継続した。
専門ランナーの進出で日本人トップとなることからは遠ざかった中で、1983年の大阪女子マラソンでは久しぶりに日本人トップの14位となっている。ベスト記録は2時間45分50秒（1988年、大阪国際女子マラソン）。
1987年には第8回全日本マスターズ陸上競技選手権の45歳以上の部、女子5000m走で、17分45秒49のクラス別世界記録を樹立した。
市民ランニングの普及・発展に貢献したとして、1989年にランナーズ社の第2回ランナーズ賞を受賞している。フルマラソンには36回出場してすべて完走した。
2000年代以降もマスターズ陸上競技会に出場しており、2016年時点では60 - 65歳の部の5000m走（2001年樹立）、70 - 74歳の部の3000m走・5000m走（2011年樹立）、65 - 69歳の部の10000m走（2008年樹立）の日本記録を持っていた。
2016年のテレビ番組では、70歳を最後に大会には出ていないと述べている。最後に出場した大阪マスターズ選手権では70歳以上の部・女子5000mで前出のクラス別日本記録を樹立した。
2020年時点では毎朝5km程度のウォーキング・ジョギングを実施していると紹介された。